# Data East
Data East (яп. データイースト株式会社), також відома як DECO — японська компанія, розробник відеоігор. Штаб-квартира компанії знаходилась в Токіо. Штаб-квартира американського підрозділу, Data East USA, перебувала в Сан-Хосе, Каліфорнія. Компанія була заснована в 1976 році й закрита в 2003 році в зв'язку з банкрутством. Компанія прославилася такими хітами, як Bad Dudes, Werewolf: The Last Warrior, Mega Turrican, Heavy Barrel, Burger Time, Two Crude Dudes, Karate Champ, Ring King, ігри за ліцензіями кінофільмів як RoboCop, RoboCop 2. Також компанія портувала багато свої успішні ігри на домашні комп'ютери і системи: NES, Sega Mega Drive, SNES, Game Boy та багато інших.